# آکچی میتسوتادا
آکچی میتسوتادا (به ژاپنی: 明智 光忠 Akechi Mitsutada); ۱ ژانویهٔ ۱۵۴۰ – ۱ ژانویهٔ ۱۵۸۲) سامورایی اهل ژاپن و پسرعموی آکچی میتسوهیده بود و به خاندان آکچی خدمت می‌کرد. او فرمانده قلعه قلعه یاکامی بود.
کنترل قلعه یاکامی زمانی که خاندان هاتانو توسط آکچی میتسوهیده در سال ۱۵۷۹ نابود شد به دست میتسوتادا رسید.

میتسوتادا همچنین در طول حادثه معبد هوننو در سال ۱۵۸۲ زیر فرمان آکچی میتسوهیده خدمت کرد. او برای کشتن اودا نوبوتادا، وارث اودا نوبوناگا به کمک آکچی میتسوهیده رفت.
در نبرد یامازاکی مورد اصابت گلوله قرار گرفت. او در معبدی نزدیک بهبود یافت. اما بعداً با شنیدن شکست آکچی میتسوهیده خودکشی کرد.